# Astley (Worcestershire)
Astley – wieś w Anglii, w hrabstwie Worcestershire, w dystrykcie Malvern Hills. Leży 15 km na północny zachód od miasta Worcester i 175 km na północny zachód od Londynu. Miejscowość liczy 888 mieszkańców.